# Wuwei
Wuwei is een stad in de provincie Gansu in het westen van China. Wujiang is in de prefectuur Wuwei. De stad heeft ruim 1,8 miljoen inwoners en ligt in de Hexicorridor aan de historische zijderoute.
In 1969 werd in de omgeving van Wuwei het Vliegend paard van Gansu ontdekt bij het graven van schuilkelders door lokale bewoners.